# Rohdea japonica
Rohdea japonica är en sparrisväxtart som först beskrevs av Carl Peter Thunberg, och fick sitt nu gällande namn av Albrecht Wilhelm Roth. Rohdea japonica ingår i släktet Rohdea och familjen sparrisväxter. Inga underarter finns listade i Catalogue of Life.

## Bildgalleri

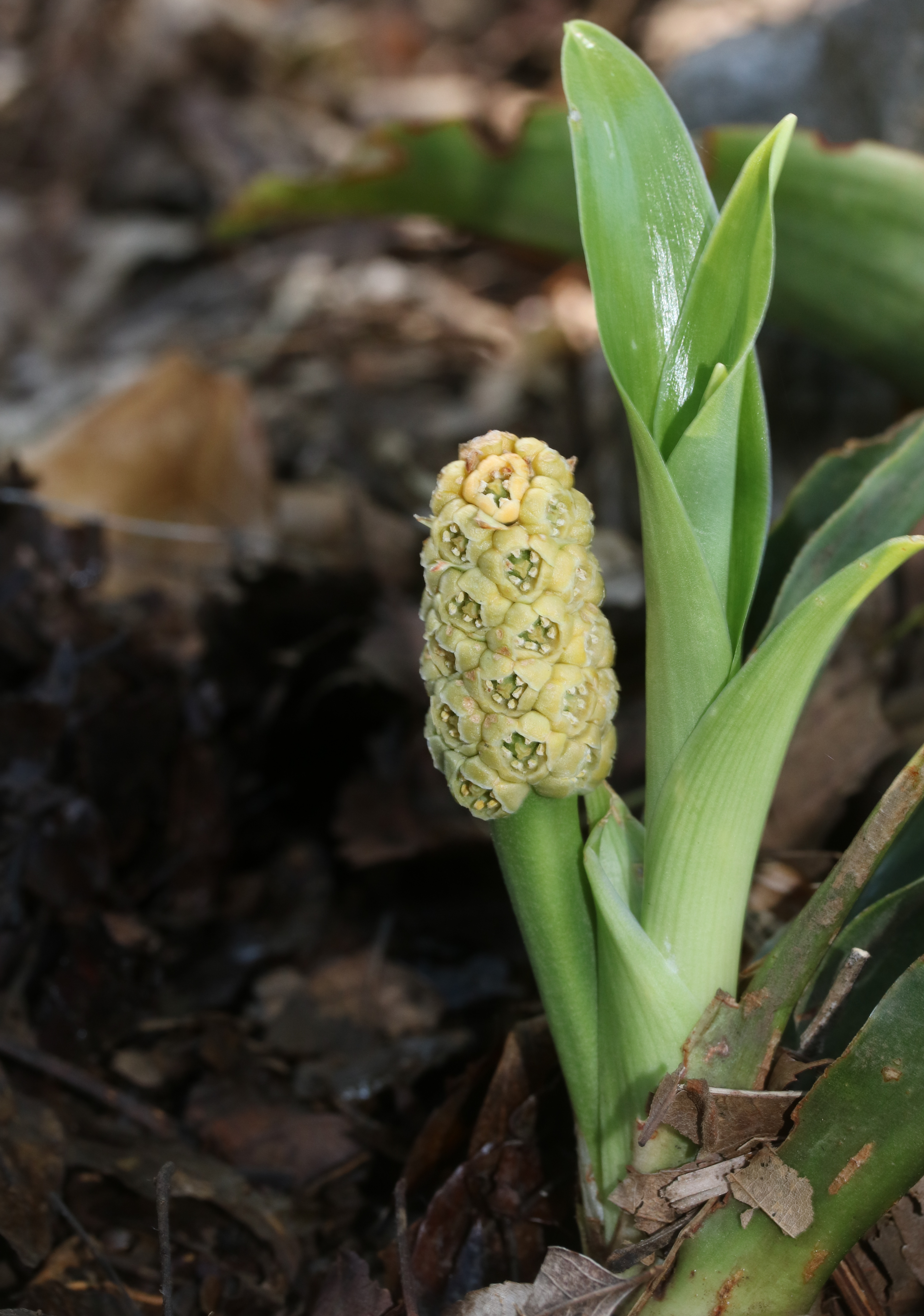
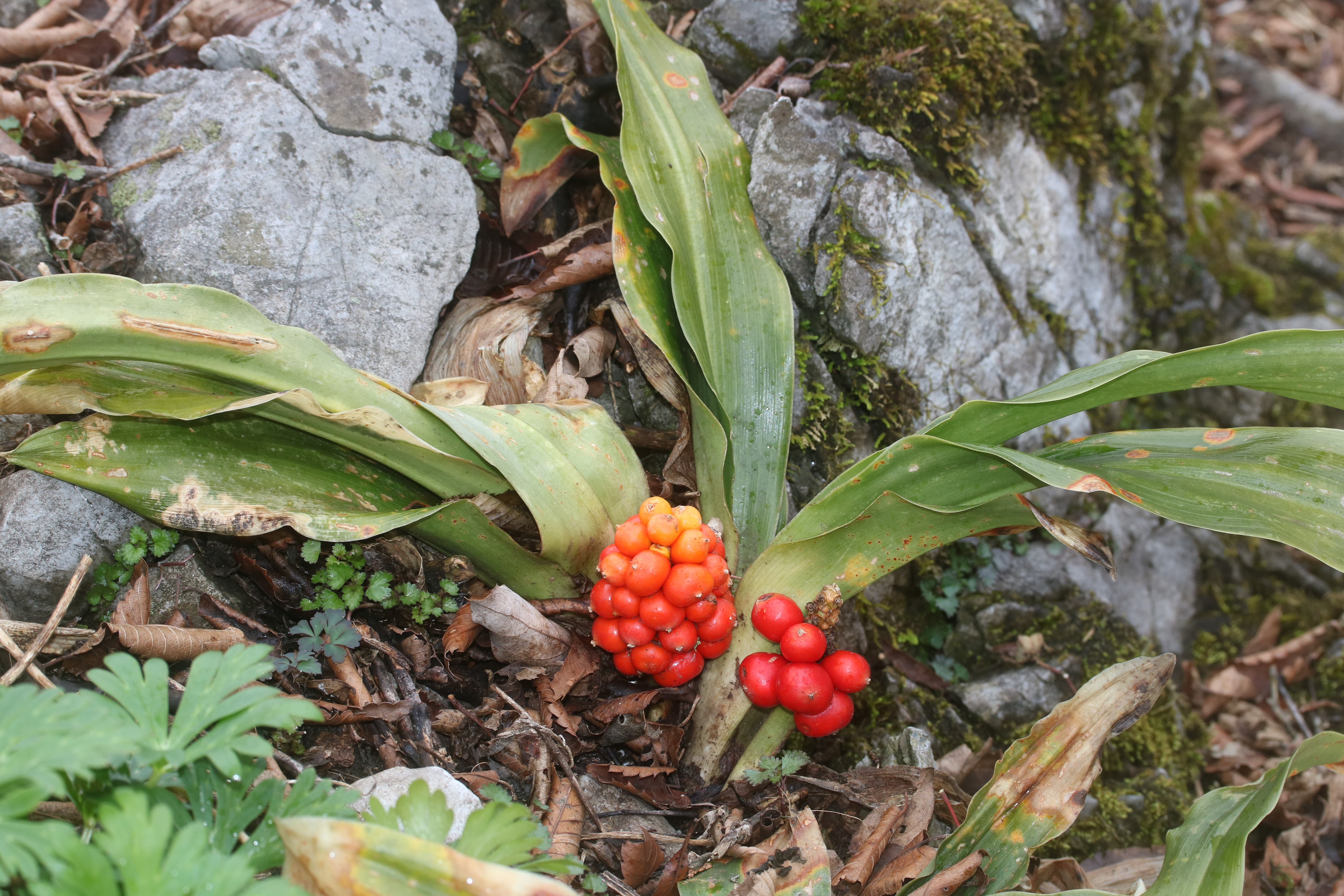
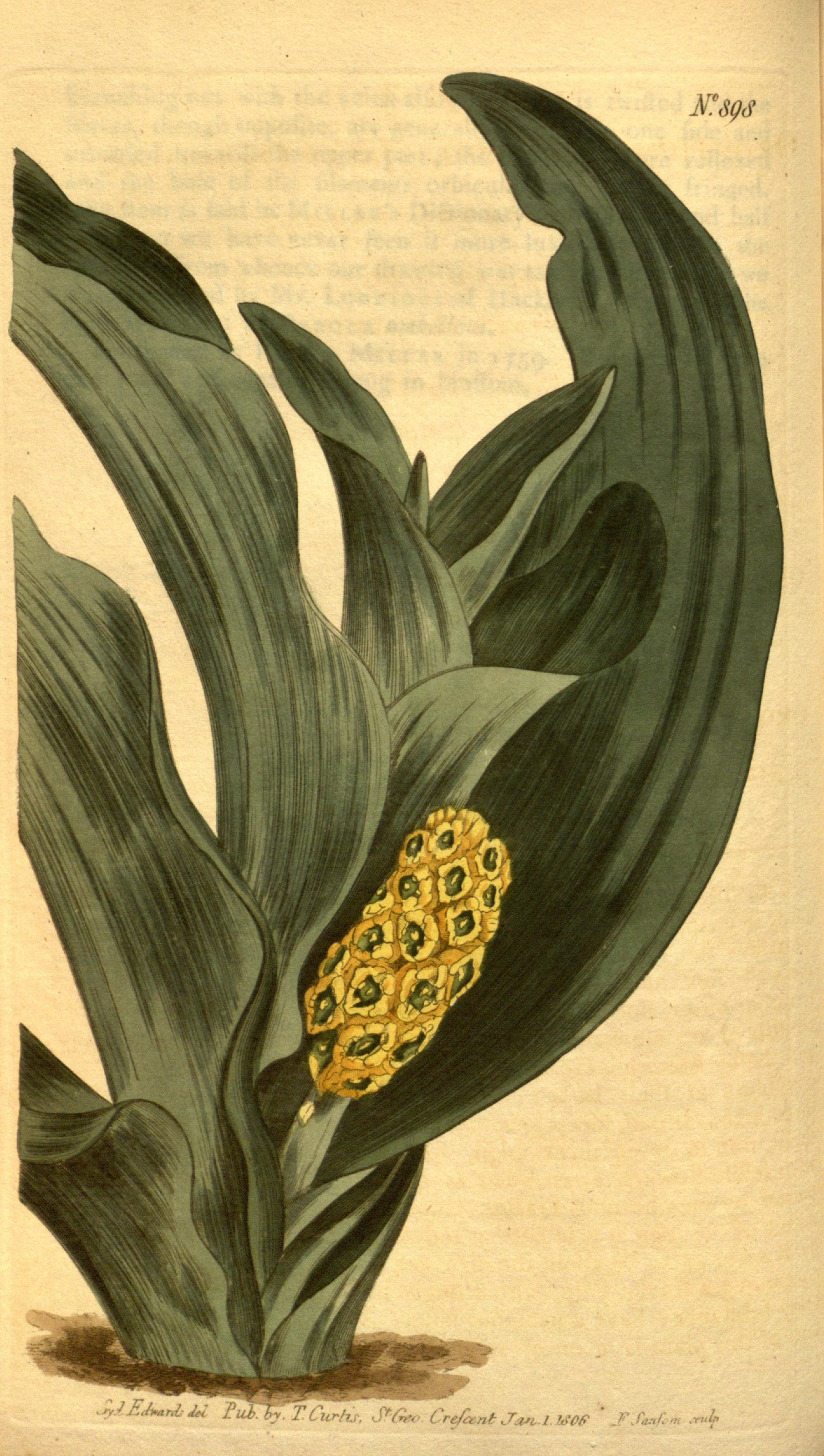
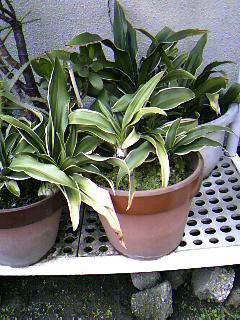
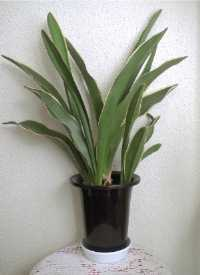